# Рыдный, Олег Анатольевич
Олег Анатольевич Рыдный (7 апреля 1967, Ессентуки — 26 августа 2024, Пятигорск) — советский и российский футболист, нападающий.

## Биография
Воспитанник пятигорского футбола. В 1985—1989 годах — в составе донецкого «Шахтёра». В команде дебютировал 6 сентября 1987 в матче Кубка Федерации против харьковского «Металлиста». В чемпионате СССР сыграл две игры в мае 1988 года — выходил на замену во втором тайме в матчах против «Динамо» Москва и «Нефтчи» Баку. Позже в первенстве СССР играл за «Машук» Пятигорск — 42 игры, 19 мячей во второй лиге в 1989 году, «Динамо» Ставрополь — 37 игр, 4 мяча в первой лиге в 1990 году, «Асмарал» Кисловодск — 18 игр, 5 мячей во второй низшей лиге в 1991 году. В сезоне 1991/92 был в составе венгерского клуба «Спартакус» Кишкёрёш.
В 1993—1994 годах играл в высшей лиге чемпионат России за нижегородский «Локомотив» — 36 игр, два гола. В середине 1994 года перешёл в другой клуб высшей лиги «Динамо» Ставрополь — 12 игр, 4 мяча. Три следующих сезона провёл за «Динамо» в первой лиге. В 1998 году сыграл 21 игру, забил 9 мячей в чемпионате Латвии в составе «ЛУ/Даугава» Рига. В 2000 году выступал в первенстве КФК за «Локомотив-Тайм» Минеральные Воды — 31 игра, 21 мяч. В 2001 году сыграл 33 игры, забил 10 мячей во втором дивизионе в составе «Спартака-Орехово». В 2002 году в составе ФК «Машук-КМВ» сыграл 13 игр, забил 6 мячей в первенстве КФК. С 2003 года — на тренерской работе в клубе, в 2004 году сыграл три матча во втором дивизионе.
Работал преподавателем в Пятигорском государственном университете, зам. директора в ДЮСШОР № 6.
Скончался 26 августа 2024 года на 58-м году жизни.